# Aanbodschok
Een aanbodschok is een gebeurtenis die de prijs van een grondstof of dienst plotseling verandert. Dit kan worden veroorzaakt door een plotselinge toename of afname van het aanbod van een bepaald goed. Deze plotselinge verandering is van invloed op de evenwichtsprijs.
Een negatieve aanbodschok (plotselinge afname van het aanbod) zal de prijzen verhogen en de geaggregeerde aanbodcurve naar links verschuiven. Een negatieve aanbodschok kan door een combinatie van prijsverhogingen en dalende productie stagflatie veroorzaken. Een voorbeeld van een negatieve aanbodschok is de stijging van de olieprijzen tijdens de oliecrisis van 1973.
Een positieve aanbodschok (een toename van het aanbod) verlaagt de prijs van het bewuste goed en verschuift de geaggregeerde aanbodcurve naar rechts. Een positieve aanbodschok zou een vooruitgang in de technologie (een  technologieschok) kunnen zijn, waardoor de productie meer efficiënt verloopt en de output stijgt. 